# Crips
Crips je afroamerička ulična banda koja je osnovana u Los Angelesu, Kaliforniji. Osnovali su ju 1969. godine Raymond Washington i Stanley Williams.
Cripsi su jedna od najvećih i najnasilnijih uličnih bandi u Sjedinjenim Američkim Državama. Trenutno imaju od 30.000 do 35.000 članova. Banda je uključena u raspačavanje droge, ubojstva, pljačke te ostale kriminalne radnje. Poznati su po plavoj odjeći. Imaju izraženo rivalstvo s bandom Bloods te s nekim Chicano bandama. Cripsi su dokumentirani u bazama podataka američke vojske te po cijelom svijetu.

## Unutarnje poveznice
- Crip Walk
- Kriminal u Los Angelesu